# غاري وايلد
غاري وايلد (بالإنجليزية: Gary Wilde)‏ هو كاهن أنجليكاني أمريكي، ولد في 1952.